# Acinopterini
Acinopterini (лат.) — триба прыгающих насекомых из подсемейства цикадок Deltocephalinae (Cicadellidae).

## Описание
Встречаются в Северной Америке, Южной Америке и Центральной Америке. Среднего размера цикадки жёлтого, зеленоватого, оранжевого или коричневого цвета. Голова отчётливо уже пронотума. Макросетальная формула задних бёдер равна 2+2+1. Жилкование передних крыльев сетчатое. Встречаются на деревьях и кустарниках. Рано дивергировавшая от общего ствола Deltocephalinae триба с рядом плезиоморфных признаков в строении гениталий самцов.

## Классификация
Триба включает 2 рода и 30 видов.
- Acinopterus Van Duzee, 1892 — 28 видов (Новый Свет)[2]
- Cariancha Oman, 1938 — 2 вида (Бразилия)[3]